# Mirjana Karanović

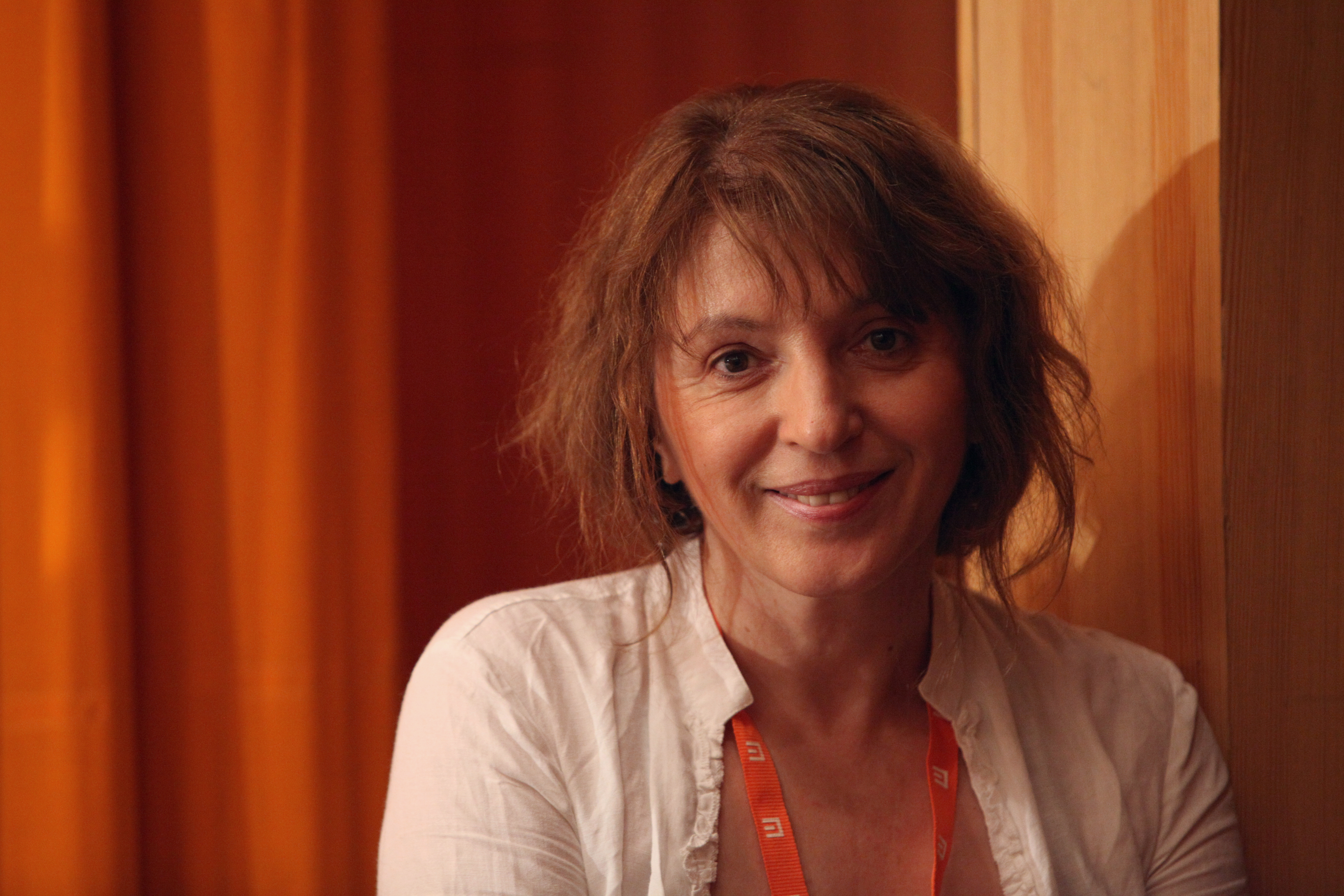
Mirjana Karanović (2009)

Mirjana Karanović (Belgrado, 28 gennaio 1957) è un'attrice serba.

## Filmografia parziale
- E... la vita è bella (Zivot je lep), regia di Boro Drasković (1985)
- Papà... è in viaggio d'affari (Otac na sluzbenom putu), regia di Emir Kusturica (1985)
- Underground, regia di Emir Kusturica (1995)
- La polveriera (Bure baruta), regia di Goran Paskaljevic (1998)
- Il tempo dei miracoli (Vreme čuda), regia di Goran Paskaljević (1989)
- Jagoda: fragole al supermarket (Jagoda u supermarketu), regia di Dusan Milic (2003)
- Svjedoci, regia di Vinko Brešan (2003)
- La vita è un miracolo (Zivot je cudo), regia di Emir Kusturica (2003)
- Il segreto di Esma, regia di Jasmila Žbanić (2006)
- Das Fräulein, regia di Andrea Staka (2006)
- Here and There, regia di Darko Lungulov (2009)
- Il sentiero, regia di Jasmila Žbanić (2010)